# Bungarus magnimaculatus
Bungarus magnimaculatus là một loài rắn trong họ Rắn hổ. Loài này được Wall & Evans mô tả khoa học đầu tiên năm 1900.